# Нанси Мартин
Нанси Мартин (на английски: Nancy Martin) е американска писателка, авторка на бестселъри в жанровете любовен роман и романтичен трилър. Писала е и под псевдонима Елиса Къри (на английски: Elissa Curry).

## Биография и творчество
Нанси Айкман Мартин е родена на 19 май 1953 г. в Пенсилвания, САЩ. Потомка е на славни представители от американската история като Бетси Рос и на един от подписалите Декларацията за независимост. Още на 13 години се опитва да пише.
Учи в колежа „Уестминстър“ в Ню Уилмингтън, Пенсилвания. След завършването си работи 4 г. като учител по английски език в Уилямспорт, Пенсилвания. Режисирала е и няколко Шекспирови пиеси. Омъжва се за Джефри Мартин и имат 2 дъщери – Кейси и Сара.
През 1977 г., след раждането на първата си дъщеря, взема решение да се отдаде на писателската си кариера, за да може да работи вкъщи. Първата си книга пише за година и половина. Бързо намира агент и издател, и романсът ѝ „Силата на страстта“ е издаден през 1980 г. Продължава да пише докато е бременна и с второто си дете.
След 20 години, преминали в написването на 30 романса, включително и под псевдонима Елиса Къри, през 2000 г. Нанси Мартин се насочва към криминалния жанр. Още първата книга „How to Murder a Millionaire“ от поредицата „Загадките на сестрите Блакбърд“ издадена през 2002 г. става бестселър и получава висока оценка от читателите и критиката.
Сюжетът се върти около трите сестри Нора, Либи и Ема Блакбърд, които живеят безгрижно в Питсбърг до момента, в който родителите им избягват с техния доверителен фонд от леля им Мади, оставяйки ги без пукната пара и сами на пазара на труда. Те трябва да разследват мистерията около смъртта на леля си и да си върнат богатството. Трилърите са написани в хумористичен стил с много приключения, неочаквани обрати и забавни герои, и често са оприличавани като сбор от Агата Кристи и „Сексът и градът“.
През 2010 г. започва и другата си хумористично-криминална поредица „Рокси Абруцо“.
През 2002 г. е романът ѝ „How to Murder a Millionaire“ е определен от читателите за най-добър първи трилър на годината. През 2008 г. е удостоена с награда за цялостно творчество за романтичните си трилъри и техните героини-детективи от списание „Romantic Times“.
Тя е член на Асоциацията на писателите на трилъри на Америка и на „Романисти инк.“. Един от основателите е на професионалната организация на писателите „PennWriters“. Като писател води и курсове по професионално писане.
Нанси Мартин живее в Питсбърг, Пенсилвания. Обича да пътува, да чете много, и да поддържа градината си. И двете ѝ дъщери също се насочват към писателска кариера.

## Произведения

### Като Нанси Мартин

#### Самостоятелни романи
- Showdown (1980)
Силата на страстта, изд.: „Арлекин България“, София (1995), прев. Катя Георгиева
- Black Diamonds (1984)
- Beyond the Dream (1985)
- An Unexpected Pleasure (1985)
- Nightcap (1986)
- Sable and Secrets (1988)
- Hit Man (1988)
- A Living Legend (1989)
- Ready, Willing and Abel (1990)
Магията на островния камък, изд.: „Арлекин България“, София (1995), прев. Вилиана Данова
- Looking for Trouble (1990)
- Good Golly, Miss Molly (1993)
Укротяване на опърничавия, изд.: „Арлекин България“, София (1993), прев. Калина Дамянова
- Fortune's Cookie (1993)
- Wish Upon a Star (1994)
- Vanilla Blood (1996)

#### Серия „Противоположностите се привличат“ (Opposites Attract)
1. The Pauper and the Pregnant Princess (1995)
2. The Cop and the Chorus Girl (1995)
3. The Cowboy and the Calendar Girl (1998)

#### Серия „Загадките на сестрите Блакбърд“ (Blackbird Sisters Mysteries)
1. How to Murder a Millionaire (2002)
2. Dead Girls Don't Wear Diamonds (2003)
3. Some Like It Lethal (2004)
4. Cross Your Heart and Hope To Die (2005)
5. Have Your Cake and Kill Him Too (2006)
6. A Crazy Little Thing Called Death (2007)
7. Murder Melts in Your Mouth (2008)
8. No Way to Kill a Lady (2012)
9. Little Black Book of Murder (2013)
10. A Little Night Murder (2014)

- Slay Belles (2005) – в „Drop-Dead Blonde“
- Mick Abruzzo's Story: A Prequel to the Blackbird Sisters Mysteries (2006)
- Slay Belles (2012)

#### Серия „Рокси Абруцо“ (Roxy Abruzzo)
1. Our Lady of Immaculate Deception (2010) – издадена и като „Foxy Roxy“
2. Sticky Fingers (2011)

#### Участие в общи серии с други писатели

##### Серия „Добре дошли в Тайлър“ (Welcome to Tyler)
1. Whirlwind (1992)
4. Monkey Wrench (1992)
от серията има още 10 романа от различни автори

#### Сборници
- Forgotten Past (1993) – с Памела Браунинг и Барбара Кей
- Drop-Dead Blonde (2005) – с Виктория Лори, Денис Суонсън и Илейн Виет

#### Разкази
- Slay Belles (2005)

### Като Елиса Къри

#### Самостоятелни романи
- Fair Kate (1983)
- Trial By Desire (1984)
- Playing for Keeps (1984)
- Kiss Me, Cait (1984)
- Black Lace and Pearls (1984)
- Dating Games (1984)
- Winter Wildfire (1984)
- Lady Be Good (1985)
- Gentleman At Heart (1985)
- Sophisticated Lady (1985)
- Fortune's Choice (1986)